# 福萊托山
46°07′23″N 10°35′17″E / 46.123°N 10.58817°E
福萊托山（義大利語：Monte Folletto），是意大利的山峰，位於該國北部，由特倫蒂諾-上阿迪傑大區負責管轄，屬於阿達梅洛-普雷薩內拉阿爾卑斯山脈的一部分，海拔高度3,338米，每年平均降雨量1,357毫米。